# A szerelem a levegőben van
A szerelem a levegőben van (Love is in the Air) a Született feleségek (Desperate Housewives) című amerikai filmsorozat tizennegyedik epizódja. Az Amerikai Egyesült Államokban először az ABC (American Broadcasting Company) adó sugározta 2005. február 13-án.

## Az epizód cselekménye
Közeledik a Valentin-nap, s a Lila Akác köz férfi tagjai lázasan készülődnek. Kivéve az özveggyé lett Paul-t, akit azonban egy le nem mondott virágrendelés okozta kényelmetlen szituáció tesz izgatottá. Lynette imádott fiairól kiderül, hogy nemcsak hazudnak, hanem galád módon még lopnak is, szinte az utca összes lakójától. A legrosszabb pedig az, hogy Lynette Scavónak éppen legádázabb ellenségével, Mrs. McCluskey-val kell szembekerülnie, s a véres háború ezennel kezdetét veszi. Bree és Rex Van De Kamp békét kötnek egymással, majd a megbocsátó asszony, hogy megfeleljen férje extrém szexuális kívánságainak, domina-szerepbe bújik. Susan - egy véletlenül elkapott mondat miatt - azon aggódik, hogy vajon hogyan közölje Mike-kal, hogy ő bizony soha többé nem szándékozik gyermekáldás elé nézni. Ezalatt Mike tovább folytatja a szaglászást a környéken, amikor is egy háznál rálőnek. A súlyos sérülés következménye pedig több egy félresikerült randinál… Gabrielle a sok-sok megalázó modell-munka után végre talál egy igazi állást a szépségiparban. Ám hamar kiderül, hogy ez mind az összes közül a legmegalázóbb - legalábbis Gabrielle számára. A Scavo-fiúk lopott cuccai között Lynette különös titokra bukkan…

## Mellékszereplők
- Doug Savant - Tom Scavo
- Harriet Sansom Harris - Felicia Tilman
- Kathryn Joosten - Karen McCluskey
- Sam Lloyd - Dr. Albert Goldfine
- Jon Polito - Charles Skouras
- Lucille Soong - Yao Lin
- Jolie Jenkins - Deirdre Taylor
- Brent Kinsman - Preston Scavo
- Shane Kinsman - Porter Scavo
- Zane Huett - Parker Scavo
- Timothy Davis-Reed - Doktor
- J. David Krassner - Noah orvosa
- Roz Witt - 1. Ápolónő
- Carlease Burke - 2. Ápolónő
- Christopher Boyer - férfi Mattress áruházban
- Kristina Lear - Cosmetic üzlet vásárlója
- Paul Nicholas - Buszsofőr
- Heather Salmon - Hostess

## Mary Alice epizódzáró monológja
- A narrátor, Mary Alice monológja az epizód végén így hangzik (a magyar változat alapján):

„Elme fel nem foghatja, hogy micsoda erő rejlik a szeretetben. Emberpróbáló időkben tartja bennünk a lelket, és kivételes önfeláldozásra késztet. Tisztességes férfiakat sarkall a legsötétebb bűnökre, és hétköznapi asszonyokat ösztönöz rejtett titkok kifürkészésére. És jóval azután is, hogy elmentünk, a szeretet megmarad az emlékeinkbe égve.
Mindnyájan vágyunk a szeretetre. De néhányunk, miután rálelt, azt kívánja, bárcsak sose találta volna meg.”

## Érdekesség
- Az epizód eredeti címe, a Love is in the Air az azonos című popzenei számból ered.

## Epizódcímek szerte a világban
- Angol: Love is in the Air (A szerelem a levegőben van)
- Francia: Y'a pas de mal à se faire du mal
- Német: Liebe liegt in der Luft (A szerelem a levegőben van)
- Olasz: L'amore è nell'aria (A szerelem a levegőben van)